# Leptopus australis
Leptopus australis là một loài thực vật có hoa trong họ Diệp hạ châu. Loài này được (Zoll. & Moritzi) Pojark. mô tả khoa học đầu tiên năm 1960.